# Ікраам Райнерс
Ікраам Райнерс (англ. Iqraam Rayners; нар. 19 грудня 1995, Кейптаун) — південноафриканський футболіст, що грає на позиції нападника, клубу «Мамелоді Сандаунз», а також національної збірної ПАР.

## Клубна кар'єра
Райнерс вихованець клубу «Сантос» (Кейптаун).
У дорослому футболі дебютував 2014 року виступами за основний склад того ж клубу, провів у команді три сезони. Згодом з 2017 по 2020 рік грав у складі команди «Стелленбош».
У 2020 році перейшов до команди «Суперспорт Юнайтед» у складі якої також відіграв три сезони, після чого повернувся до клубу «Стелленбош» за який цього разу відіграв сезон.
Наразі захищає кольори команди «Мамелоді Сандаунз». 17 червня 2025 року на клубному чемпіонаті світу Ікраам відзначився переможним голом 1–0, у матчі проти корейського клубу «Ульсан Хьонде». Ця перемога стала першою для африканської команди на турнірі після того, як єгипетський «Аль-Аглі» зіграв унічию у першому матчі, а туніський «Есперанс» програв «Фламенгу».

## Виступи за збірну
2023 року дебютував в офіційних матчах у складі національної збірної ПАР на турнірі Кубок КОСАФА.
Наразі в національній команді, провів 15 матчів, забивши 5 голів.